# 비신화화
비신화화(독일어: Entmythologisierung)란 종교적인 본문들에 대한 해석학적 방법으로, 철학적, 윤리적, 신학적 가르침에서 우주론적, 사회학적, 역사적 주장을 분리하거나 회복하려는 것을 말한다. 주로 성경 텍스트에 적용되며, 비신화화는 종종 문헌학, 성서비평학, 양식비평과 겹친다. 비신화화라는 용어는 루돌프 불트만(1884-1976)이 실존주의적 맥락에서 1941년에 소개했지만, 그 개념은 그보다 더 이전에 존재했다.

## 스피노자의 성경에 대한 해석학적 접근

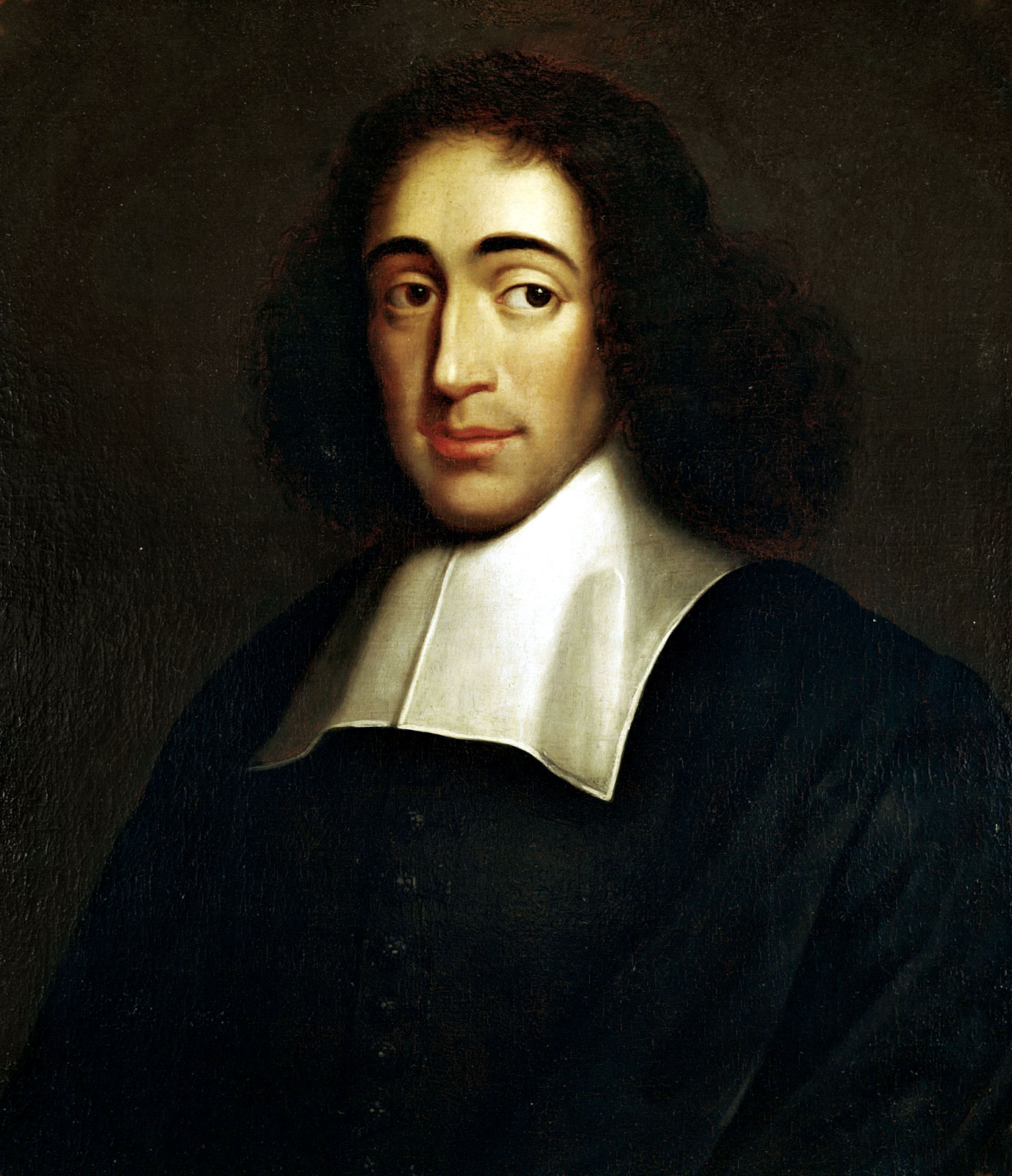
바뤼흐 스피노자

스피노자는 1677년에 출판된 그의 저서 《신학정치론》에서, 자연법과 모순되는 성경의 모든 사건은 신뢰할 수 없는 증언으로 해석되거나 도덕적 가르침의 비유적 또는 알레고리적 표현으로 해석되어야 한다고 주장한다. 대중은 "자연의 작동을 완전히 모르기" 때문에, 설명할 수 없는 자연 현상을 기적으로 해석하는 경향이 있으며, 이 "무지를 표현하는 터무니없는 방식"이 종종 성경에 등장한다. 성경은 자연적 원인에 따라 사건을 서술하는 것을 목표로 하지 않고, "대중의 상상력"을 자극하여 "대중의 마음에 헌신을 심어주는 것"을 목표로 한다.
따라서 성경은 하느님과 사건에 대해 부정확하게 말한다. 그 목적은 이성을 설득하는 것이 아니라 상상력을 끌어당기고 사로잡는 것이기 때문이다. 만약 성경이 정치 역사가의 방식으로 제국의 멸망을 묘사한다면, 대중은 동요하지 않을 것이다.
성경을 올바르게 해석하기 위해서는 고대인의 의견과 판단을 이해하고 일반적인 "유대인의 문구와 비유"를 배워야 한다. 그렇지 않으면 "실제 사건을 상징적이고 상상적인 사건과 혼동"하기 쉬울 것이다.
성경에는 실제처럼 서술되었고 실제라고 믿어졌던 많은 것들이 사실은 상징적이거나 상상적인 것뿐이었다.

## 칸트의 이성의 한계 안에서의 종교

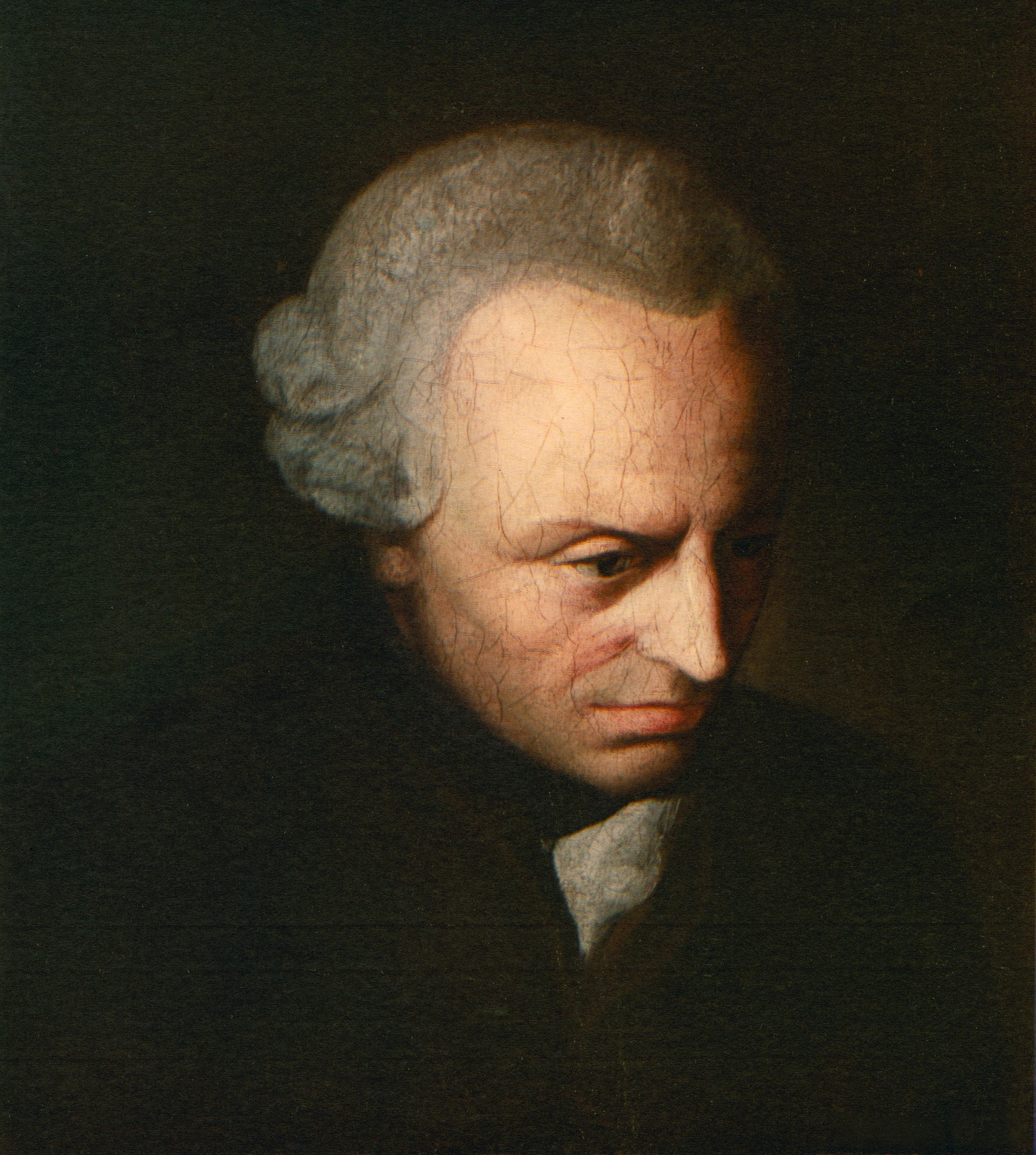
이마누엘 칸트

이마누엘 칸트의 1793년 저서 《이성의 한계 안에서의 종교》는 신약성경이 "성경 학문이 아니라 순수 이성 종교가 율법의 해석자여야 한다"는 해석학적 전략을 가르친다고 주장한다.
[예수]는 외적인 시민적 또는 법정적 교회 의무의 준수가 아니라 오직 마음의 순수한 도덕적 성향만이 인간을 하느님께 기쁘게 할 수 있다고 주장한다(마태복음 5:20–48). 이웃에게 행한 해악은 하느님께 드리는 예배 행위가 아니라 이웃 자신에게 만족을 주어야만 회복될 수 있다고 한다(마태복음 5:24). 그리하여 그는 유대 율법에 대한 완전한 정의를 행하고자 한다(마태복음 5:17). 따라서 성경 학문이 아니라 순수 이성 종교가 율법의 해석자여야 함이 분명하다. 왜냐하면 문자 그대로 받아들이면 이 모든 것과 정반대되는 것을 허용했기 때문이다.
칸트는 바리새파가 구약성경을 법정적 종교로 해석했다고 이해했으며, 신약성경은 법정적 종교를 "도덕적 종교"로 대체하려는 의도를 가지고 있으며, 모든 의무를 "네 이웃을 네 몸과 같이 사랑하라"는 단일하고 보편적인 규칙으로 통합한다고 주장한다.
선한 생활 행위 외에 사람이 하느님께 기쁘게 되기 위해 할 수 있다고 상상하는 것은 단순한 종교적 망상이다.
칸트는 이러한 망상들이 합리적인 종교를 요구하는 신약성경의 요구를 충족시키기 위해 버려져야 한다고 주장한다.

## 한스 요나스의 영지주의 분석
한스 요나스(1903-1993)는 독일인-유대인 철학자로, 그의 연구는 마르틴 하이데거와 루돌프 불트만(아래 참조)의 지도를 받았다. 1929년에 박사 학위를 취득한 그의 박사 논문 주제는 영지주의 신화의 비신화화에 크게 기반을 둔 (영지주의적) 그노시스 개념이었다. 그는 박사 논문의 수정판을 두 권으로 출판했다. 첫 번째 권인 『그노시스와 후기 고대 정신 I: 신화적 그노시스』(Gnosis und spätantiker Geist I: Die mythologische Gnosis)는 1934년에 출판되었으며, 영지주의를 현상으로 파악하는 요나스의 현상학적 분석을 비교적 직접적으로 적용하는 데 중점을 두었다. 제2차 세계 대전으로 인해, 이론 부분은 1954년 후반에 『그노시스와 후기 고대 정신 II: 신화에서 신비주의 철학으로』(Gnosis und spätantiker Geist II: Von der Mythologie zur mystischen Philosophie)로 출판되었다. 따라서 요나스의 비신화화에 대한 기여는 1929년부터 소수의 학자들(불트만과 요나스의 개인 친구인 게르숌 숄렘 포함)에게는 알려져 있었지만, 1930년대 후반과 1940년대 초반의 그들의 중요한 작품들보다 나중에 출판되었다.:78

## 불트만의 신약성경과 신화
독일의 신학자 루돌프 불트만은 1941년 그의 저서 《신약성경과 신화》에서 더 이상 기독교인들에게 신약성경의 "신화적 세계관"을 받아들이라고 요구하는 것이 타당하지 않다고 주장한다.
우리는 전등과 라디오를 사용하고, 병에 걸리면 현대 의학 및 임상 수단을 이용하면서 동시에 신약성경의 영과 경이로운 세계를 믿을 수는 없다.
신약성경의 신화를 우주를 묘사하는 방식으로, 즉 우주론적으로 해석하는 것은 타당하지 않다. 이러한 해석은 "신화적으로 생각하지 않는 사람들을 위해 케리그마의 진리를 케리그마로서 드러내는" 인류학적 해석으로 대체되어야 한다.
오늘날 기독교 선포가 사람들에게 신화적 세계관을 진실로 인정하라고 기대할 수 있을까? 그렇게 하는 것은 무의미하고 불가능할 것이다. 무의미한 이유는 신화적 세계관에는 특별히 기독교적인 것이 없으며, 단순히 과학적 사고에 의해 아직 형성되지 않은 과거 시대의 세계관이기 때문이다. 불가능한 이유는 아무도 단순히 결심만으로 세계관을 받아들일 수 없기 때문이다. 그것은 이미 그 사람의 역사적 상황과 함께 주어지는 것이다.:4
이처럼 불트만은 《신약성서》는 신화적 사고방식을 갖고 있다고 했다. 기적(奇蹟) 이야기로 불리는 사건들은 사적(史的)으로 통용되는 보고가 아니라 우리들의 신앙이나 실존을 위해 무엇인가를 증언하려고 하는 것이다. 예를 들어 "예수가 죽은 자를 부활시켰다"고 하는 것은 "예수는 우리들에게 생명을 줄 힘을 가지고 있다"는 증언이 될 수 있을 것이며, 부활의 사신(使信)은 "죽은 자가 다시 생명을 찾는 것"을 말하려는 것이 아니라 "예수는 죽음이라는 것이 아무 해도 끼칠 수 없는 생명을 우리에게 주신다"라는 점을 말하고 싶은 것이다.
이와 같이 《신약성서》 의 텍스트가 무엇을 말한 것인가를 성실하게 추구함으로써 시대에 제약된 신화적 형식으로부터 사신(使信)을 해방하고, 사신을 실존적으로 해석하려고 하는 것이 비신화학(非神話化)이다. 따라서 신화적인 것을 제거하기보다는 선교(宣敎)의 올바른 이해를 문제로 하고 있다.

## 같이 보기
- 성서비평학
- 기독교 무신론
- 사신신학
- 에우헤메로스설
- 루돌프 불트만
- 알레고리 성경해석
- 신학적 해석학
- 해석학 (철학)